# Apiomeris kirropeza
Apiomeris kirropeza är en mångfotingart som först beskrevs av Carl Graf Attems 1897.  Apiomeris kirropeza ingår i släktet Apiomeris och familjen klotdubbelfotingar. Inga underarter finns listade i Catalogue of Life.